# Goethe-Nationalmuseum (Weimar)

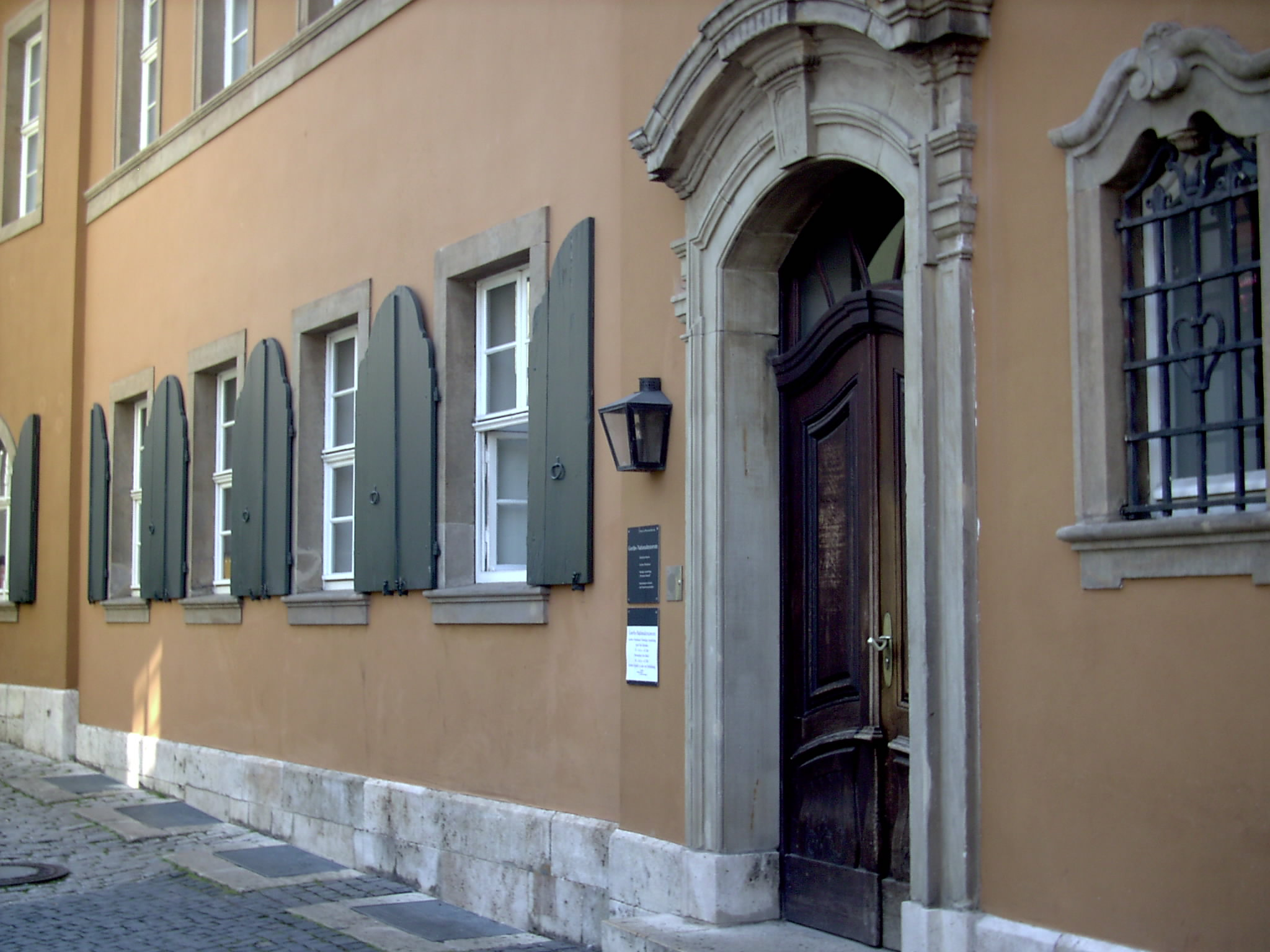
Der Museums-Eingang

Das Goethe-Nationalmuseum ist ein von der Klassik Stiftung Weimar betriebenes Museum in Weimar. Zum Goethe-Nationalmuseum gehört das frühere Wohnhaus von Johann Wolfgang von Goethe (1749–1832) inklusive Hausgarten und einem Erweiterungsbau.

## Geschichte

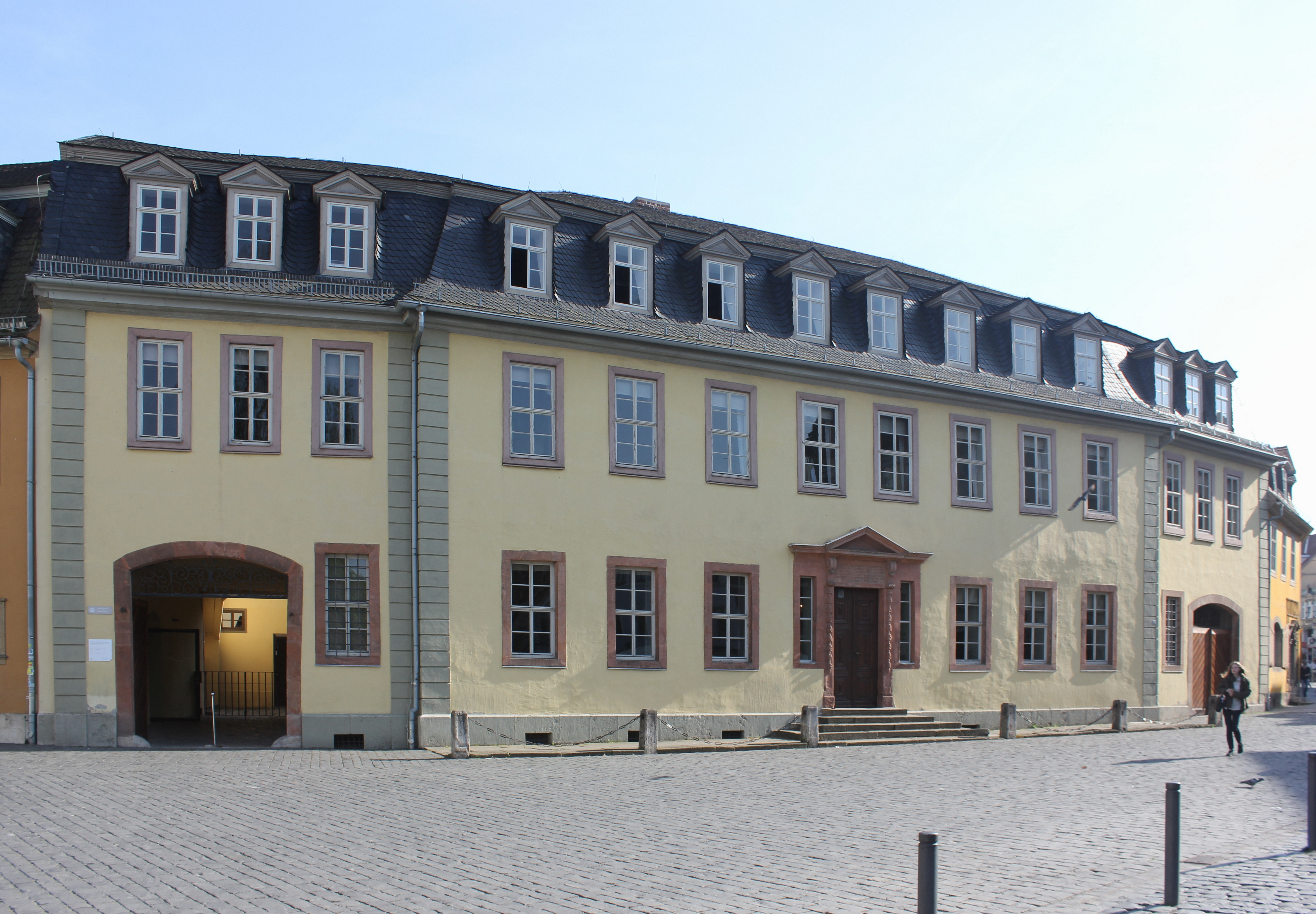
Goethes Wohnhaus

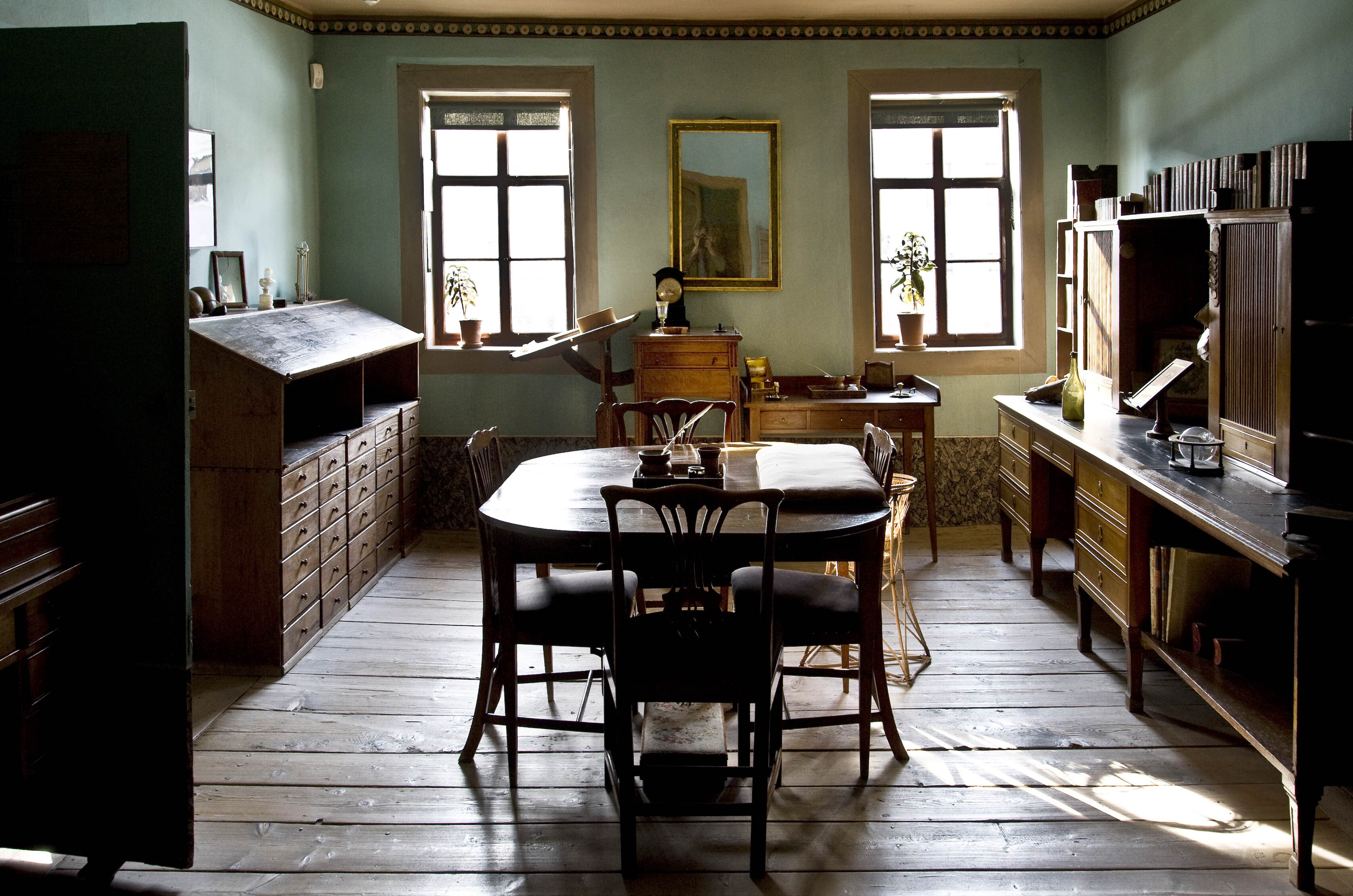
Goethes Arbeitszimmer

Das Goethe-Nationalmuseum wurde am 8. August 1885 in Form einer Stiftung in Weimar gegründet. Anlass war der Tod des letzten Goethe-Enkels Walther von Goethe. Gemäß dessen testamentarischer Verfügung wurden die Liegenschaften und Sammlungen des Dichters dem Großherzoglichen Haus übereignet und das schon 1709 erbaute sog. Goethehaus am Frauenplan samt Hausgarten als „Goethe-Nationalmuseum“ eröffnet. Damit wurde verwirklicht, was schon 1842/43 vorgesehen war, damals im Rahmen einer Initiative der deutschen Fürsten unter Führung des preußischen Königs Friedrich Wilhelms IV. (Beschluss des Deutschen Bundestages in Frankfurt am Main, 9. September 1842) zur Gründung eines ersten deutschen Nationalmuseums überhaupt.
Nach der Bildung des Landes Thüringen im Jahr 1920 ging das Goethe-Nationalmuseum zusammen mit einer Reihe anderer Gebäude Weimars aus der „klassischen“ Zeit sowie den Weimarer Schlössern in das Eigentum des Landes über. In den 1920er Jahren wurden weitere Gebäude Weimars dem Goethe-Nationalmuseum zugeordnet. Im Jahr 1953 gingen diese in die Nationalen Forschungs- und Gedenkstätten der klassischen deutschen Literatur in Weimar (NFG) über. Im Oktober 1991 gingen die Einrichtungen der NFG, darunter das Goethe-Nationalmuseum, auf die Stiftung Weimarer Klassik über, die 2003 mit den Kunstsammlungen zu Weimar fusioniert wurde und seitdem Teil der seit 2006 so genannten Klassik Stiftung Weimar ist. Die Stiftung verwaltet neben dem Stammhaus insgesamt 22 historische Häuser und Museen im gesamten Weimarer Stadtgebiet und darüber hinaus.
In Goethes Wohnhaus am Frauenplan sind die nach Kriegszerstörung (Bombenangriff vom 9. Februar 1945) wiederhergestellten Wohnräume von Goethe selbst sowie von seiner Frau Christiane, das rekonstruierte Arbeitszimmer sowie die Bibliothek des Dichters, die Empfangs- und Kunstsammlungsräume sowie der Hausgarten zu besichtigen.

## Erweiterungsbau

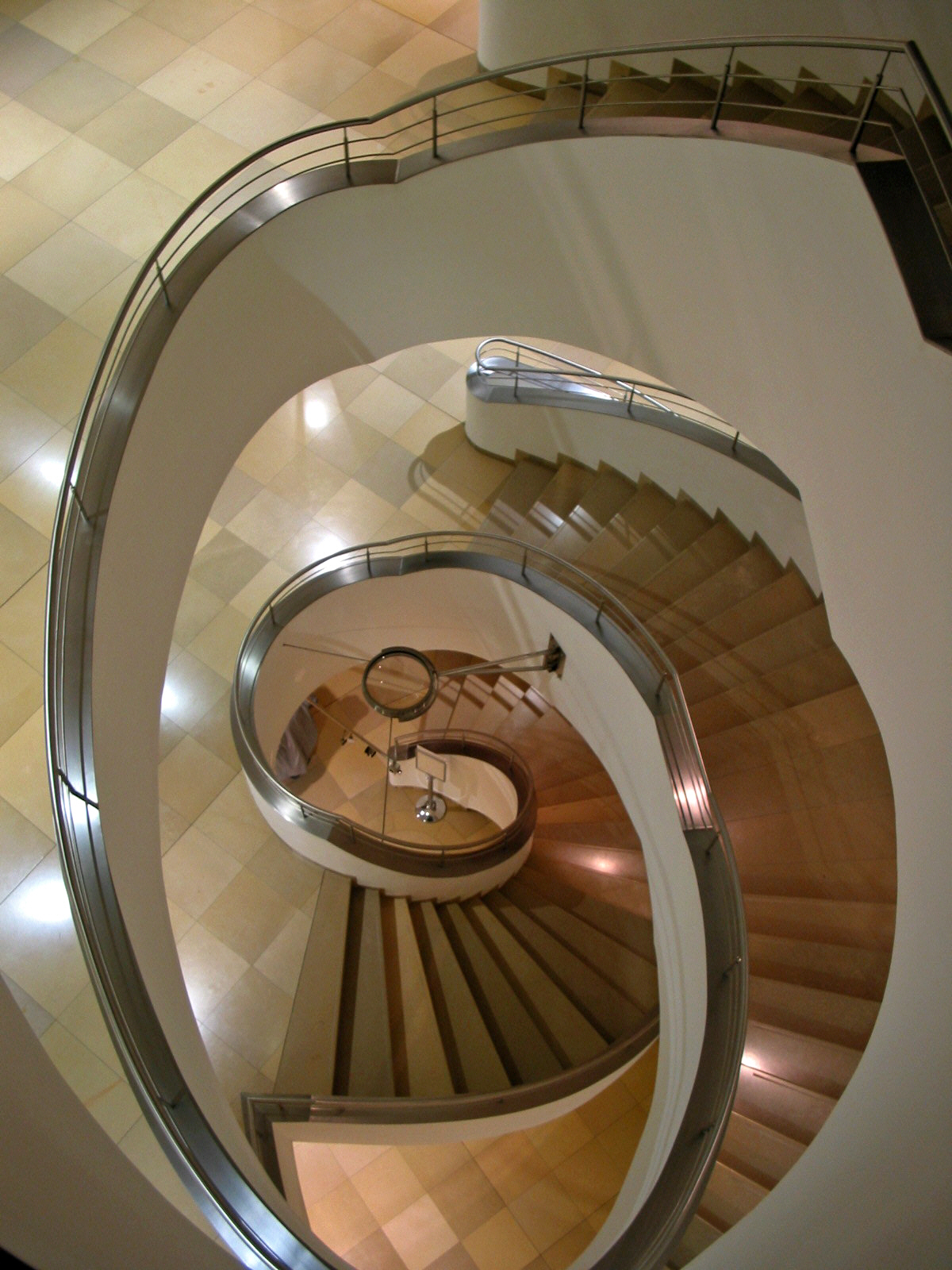
Wendeltreppe im Erweiterungsbau (Architekten Fischer/Fromm, 1999)

### Geschichte
In einem 1913/14 zur Seifengasse hin an Goethes Wohnhaus angefügten „Sammlungsbau“, der 1934/35 erweitert wurde, werden die Dauerausstellungen des Goethe-Nationalmuseums präsentiert.
Der Erweiterungsbau von 1935 gilt heute als erster Museumsneubau des nationalsozialistischen Deutschland; seine Erbauung wurde möglich durch die ‚Selbstnazifizierung‘ (Georg Bollenbeck) wichtiger Vertreter der Weimarer Kultureliten, darunter besonders der langjährige Museumsdirektor Hans Wahl (1885–1949, seit 1918 im Amt), dem es nach eindringlichen Werbungsversuchen gelungen war, den schon vor 1933 formulierten Plan eines Erweiterungsgebäudes Adolf Hitler anzutragen. Hitler unterstützte die Erbauung des Museums und wurde als dessen Stifter verehrt. Diese Umstände wurden nach 1945 durchgängig verleugnet, zuerst von Hans Wahl selbst, und werden auch heute dem Besucher nicht offengelegt.

### Dauerausstellungen
Im Museumsneubau befanden sich mehrere aufeinanderfolgende Dauerausstellungen, bis 1958 nur leicht modifiziert jene von Hans Wahl aus dem Jahr 1935, dann zwei Ausstellungen im Zeichen marxistischer Literaturwissenschaft (1960 und 1982), mit denen das Goethe-Museum zum größten Literaturmuseum der DDR aufstieg und als solches beworben wurde.
Von 1999, dem Jahr der Ernennung Weimars zur Kulturhauptstadt Europas, bis zum 20. Oktober 2008 war eine ständige Ausstellung mit dem Titel „Wiederholte Spiegelungen – Weimarer Klassik 1759–1832“ zu sehen, die die Weimarer Klassik als Epoche insgesamt in den Blick nahm.
Seit August 2012 wird eine neue ständige Ausstellung unter dem Titel Lebensfluten – Tatensturm gezeigt, die verschiedenen thematischen Kapiteln von Goethes Leben und Werk gewidmet ist.

## Sammlung
Grundstock der Museumsbestände bilden Goethes Sammlungen zur Kunst und zur Naturwissenschaft und seine Bibliothek, dazu etwa 2000 eigenhändige Zeichnungen. Heute umfasst der Bestand rund 100.000 Stücke mit Sammlungsschwerpunkt Weimarer Klassik. Eine Inventarisierung erfolgte bereits Mitte des 19. Jahrhunderts maßgeblich durch Johann Christian Schuchardt.

## Förderverein
Das Goethe-Nationalmuseum wird unterstützt von einem eigenen Förderverein, dem Freundeskreis des Goethe-Nationalmuseums e. V.

## Direktoren
- 1909 bis 1918 Wolfgang von Oettingen
- 1918 bis 1946 Hans Wahl